# Ludovic Mircescu
Ludovic Mircescu (n. 22 noiembrie 1872 - d. 17 noiembrie 1929) a fost un general de divizie și politician român.
A fost decorat cu Ordinul „Mihai Viteazul”, clasa III, pentru modul cum a condus Brigada 2 Roșiori în Bătălia de la Oituz, din anul 1917.
„Pentru vitejia și avântul cu care a condus brigada descălecată în luptele de pe Valea Oituzului, în iulie și august 1917, pentru cuerirea pozițiunei de la Coșna, a dat pildă subalternilor săi, distigându-se în mod special în zilele de 29-31 iulie 1917.”
Înalt Decret no. 1327 din 11 noiembrie 1917:p. 110
În 1918, Ludovic Mircescu a fost prezent ca expert pe lângă delegații României pentru semnarea Tratatului de pace de la București.
În perioada 1918-1919, generalul de divizie Ludovic Mircescu a îndeplinit funcția de comandant al Jandarmeriei Române (numit la 27 mai 1918, prin Înalt Decret). 
După Războiul de Reîntregire și înfăptuirea României Mari, la Cernăuți, în capitala Bucovinei, care a revenit la trupul țării prin decizia delegaților întruniți la Congresul General al Bucovinei (desfășurat în Sala Sinodală, Sala de Marmură, a Palatului Mitropolitan, la 28 noiembrie 1918), unde s-a votat „unirea necondiționată a Bucovinei, în vechile ei hotare până la Ceremuș, Colacin și Nistru, cu Regatul României”, s-a ridicat un monument spre cinstirea celor care s-au jertfit pentru împlinirea idealului sfânt al Unirii. 
Monumentul Unirii din Cernăuți, inaugurat la 11 noiembrie 1924.
Pentru realizarea acestuia s-a constituit un Comitet de inițiativă sub președinția Principelui Carol având ca membri pe academicianul Ion Nistor (Nicolae Iorga: „cel mai mare istoric al Bucovinei”), generalul Ludovic Mircescu (comandantul Diviziei a 8-a) și doctorul Ion Jianu.
Din dragoste și recunoștiință toți locuitorii acestui pământ desrobit s-au grăbit să ofere obolul lor pentru înălțarea acestui monument amintitor. Astfel înălțându-se acest monument, simbol trainic al realizării străduințelor noastre, prin osârdia unui comitet de acțiune, având președinte de onoare pe Alteța Sa Regală Principele Carol – Moștenitorul tronului și membri pe domnii: Ion I. Nistor-Ministrul Bucovinei, Generalul Ludovic Mircescu-Comandantul Diviziei a 8-a și primarul orașului Cernăuți – Nicolae Gh. Flondor.
Monumentul, proiectat de arhitectul B. Ștefănescu și executat de sculptorii Teodor Burcă și Spiridon Georgescu, a fost inaugurat la 11 noiembrie 1924. În prim plan, monumentul prezenta un soldat sărutând drapelul României. În plan secund, apărea zimbrul Moldovei, care strivește vulturul bicefal austriac. În 1951, ultima bucată a monumentului a fost îndepărtată de autoritățile sovietice.
În perioada 30 martie 1926 – 3 iunie 1927, a fost ministru al apărării naționale.

## Acuzația de trădare
De multe ori, au fost situații bizare, când neatenția a devenit trădare. Un astfel de caz s-a petrecut în anul 1920, când se refugiase la Hotin, venind din Galiția, o distinsă doamnă, însoțită de două fiice, frumoase și seducătoare. Stabilte la Cernăuți, una din tinere s-a căsătorit cu un consul francez, iar, cealaltă l-a cunoscut pe generalul Ludovic Mircescu, comandantul Diviziei a 8-a, cu sediul la Cernăuți. Tânărul general de cavalerie, care frecventa luxoasele saloane ale orașului bucovinean, s-a îndrăgostit de Gerda, o blondă cu ochi albaști, de o frumusețe răpitoare. 
Chemat la București, Mircescu a fost promovat în funcția de ministru de Război. Gerda a început să profite de slăbiciunea și naivitatea amantului, astfel că, toate informațiile obținute le trimitea superiorilor săi. Și acum apare neatenția fatală. Aflat în concediu la Vatra Dornei, în vara anului 1926, ministrul a cerut să i se aducă Planul de Mobilizare al Armatei, pentru a-l studia în amănunțime. Documentul conținea 100 de pagini, unde erau anexate grafice și schițe, care aveau un caracter strict secret. După două zile, de atentă analiză a strategiilor stabilite, generalul a plecat pentru scurt timp din cameră. În clipa când a revenit, a văzut că lipsește planul ultra-secret, dar și iubita sa, care îi jurase iubire veșnică! 
Alertate, serviciile secrete au comunicat știrea că, un automobil în care se afla Gerda, împreună cu sora sa și consulul francez trecuseră frontiera de nord a României, cu pașapoarte și vize legale. Informat de cele petrecute, Carol Caraiman (viitorul rege Carol), aflat în exil la Paris, i-a transmis generalului Mircescu sugestia ca ”în cel mult trei luni, să înceteze de a mai trăi”. Marcat de cele întâmplate, naivul ministru, devenit trădător din neatenție, a îndeplinit dorința viitorului monarh. Ulterior s-a aflat că, spioana (sovietică) Gerda era manevrată din umbră de doi agenți străini din Galați, Rosensweig și Dimitrie Rostovski-Bruhatov.
(citat din I. Datcu - "Dulceața trădării - 1")
Generalul Mircescu s-a sinucis în anul 1929 în urma descoperirii faptului că planul de mobilizare a Armatei Române fusese pierdut din vina sa.

## Decorații
- Ordinul „Mihai Viteazul”, clasa III, 11 noiembrie 1917[3]:p. 110
- Royal Victorian Order 1922 - General Ludovic Mircescu Romania - Signed George V
- Legion of Honor 1927 - Diploma General Ludovic Mircescu Minister of War Romania